# Haplolobus robustus
Haplolobus robustus är en tvåhjärtbladig växtart som beskrevs av Herman Johannes Lam. Haplolobus robustus ingår i släktet Haplolobus och familjen Burseraceae. Inga underarter finns listade i Catalogue of Life.